# Bacillidesmus dentatus
Bacillidesmus dentatus är en mångfotingart som beskrevs av Pius Strasser 1966. Bacillidesmus dentatus ingår i släktet Bacillidesmus och familjen Trichopolydesmidae. Inga underarter finns listade i Catalogue of Life.